# Cecilie Enger

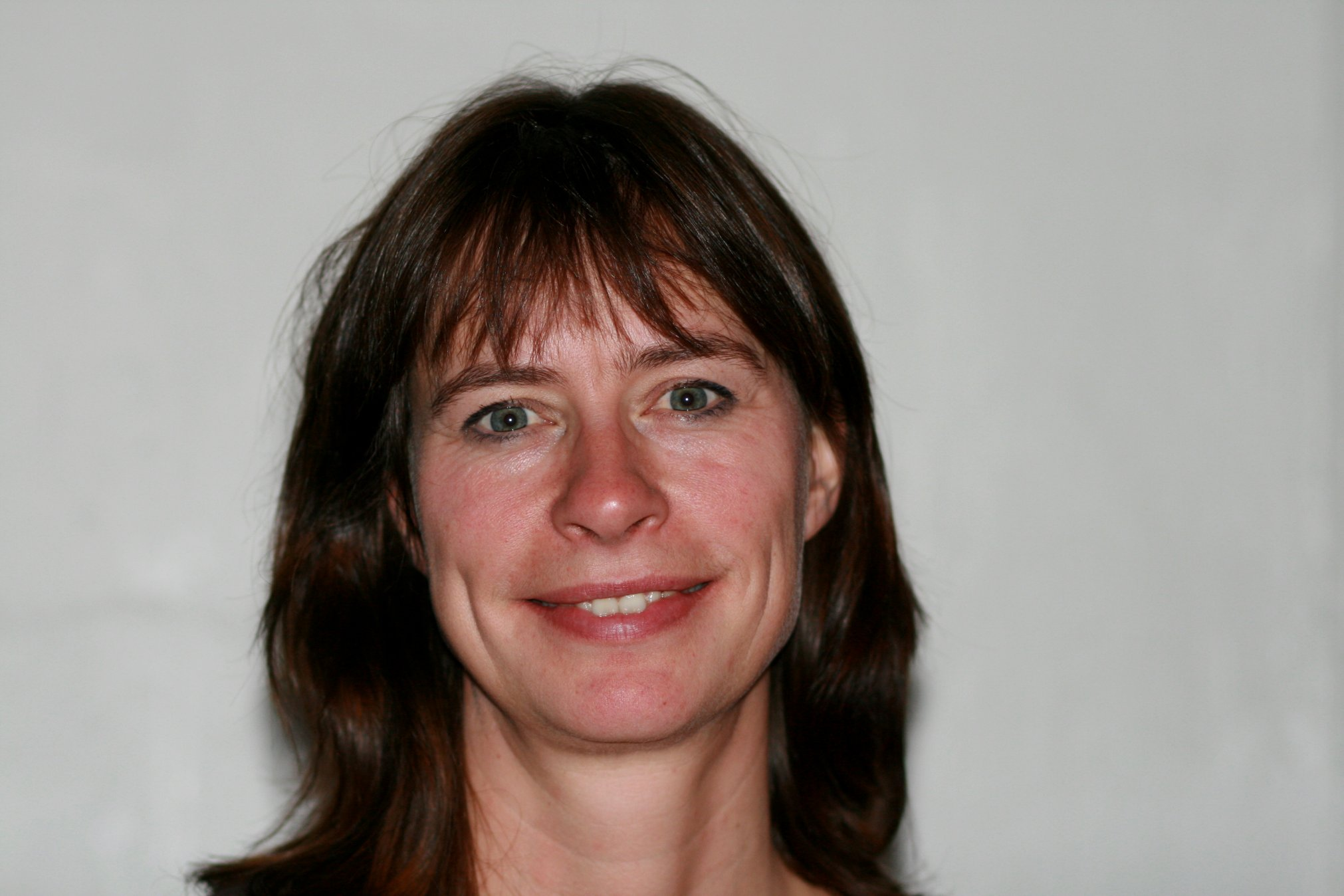
Cecilie Enger, 2007.

Cecilie Enger, född 1963 i Oslo, är en norsk författare och journalist.
Hon har gett ut romanerna Nødvendigheten (1994) och Ytterpunkt (1996). Brødrene Henriksen, som handlar om vänskap mellan bröder, kom 2000. Boken fick ett mycket gott emottagande, och måste hållas som ett litterärt genombrott. Vidare har Enger gett ut romanerna Se i nåde (2003) och Himmelstormeren. En roman om Ellisif Wessel (2007), ett starkt och övertygande porträtt av en kvinna som hade kunnat leva ett behagligt överklassliv, men som valde att kämpa för fattiga och utstötta och dokumentera deras lidanden.
Enger har också gett ut barnböcker.